# 谷原志音
谷原 志音（たにはら しおん）は, 日本で活動する韓国国籍のミュージカル女優である。大韓民国出身で、本名は崔 志銀(チェ・ジウン)。劇団四季所属。ミュージカル『リトル・マーメイド』日本版、アリエル役のオリジナルキャストとして知られる。

## 人物・来歴
ミュージカル女優を志し、ソウル芸術大学で演技と声楽を学ぶ。
2009年10月、劇団四季のオーディションに合格。翌2010年3月に来日。
2011年4月にキャナルシティ劇場(元福岡シティ劇場)にて『ウィキッド』のアンサンブルで四季での初舞台を踏む。『ウィキッド』では、出演はしていないものの、主役の一人エルファバ役にもキャスティングされたことがある。
その後『ライオンキング』のヒロイン、ナラ役を演じた。
また、2013年には『リトル・マーメイド』ヒロインのアリエル役の日本初演キャストに抜擢され好演。CDレコーディングにもアリエル役として参加。
2014年4月、ウィキッドの主役の一人、グリンダ役としてデビュー。
2015年4月、マンマ・ミーア!のソフィ役としてデビュー。2018年2月に開幕したジーザスクライストスーパースターエルサレムバージョン全国公演ではマグダラのマリア役としてのデビュー。2022年8月にはアナと雪の女王のエルサ役としてデビューを果たした。また、2024年には新作ミュージカル『ゴースト＆レディ』ヒロインのフロー役の初演キャストとなる。

## 出演作品

### 舞台
（太字はヒロイン）
- ウィキッド（アンサンブル、グリンダ）
- ライオンキング（ナラ）
- リトルマーメイド（アリエル）（日本初演キャスト）
- マンマ・ミーア!（ソフィ・シェリダン）
- ジーザス・クライスト・スーパースター（マグダラのマリア）
- ソング&ダンス65
- エビータ（エヴァ / エビータ）
- 劇団四季 The Bridge ～歌の架け橋～
- 劇団四季のアンドリュー・ロイド＝ウェバー コンサート～アンマスクド～
- アナと雪の女王（エルサ）
- ゴースト&レディ（フロー）（初演キャスト）

### 吹き替え
- ウィキッド ふたりの魔女（女性賢者2[1][2]）